# Bizeljsko
Bizeljsko é uma vila localizada no município de Brežice na Eslovênia. Possuía uma população estimada de 662 habitantes em 2020.